# Отто Барич
Отто Барич (нім. Otto Barić, нар. 19 червня 1933, Айзенкаппель-Феллах, Перша Австрійська Республіка — 13 грудня 2020) — австрійський футболіст, що грав на позиції захисника. По завершенні ігрової кар'єри — тренер.
Семиразовий чемпіон Австрії (як тренер). Чотириразовий володар Кубка Австрії (як тренер).

## Ігрова кар'єра
У дорослому футболі дебютував 1948 року виступами за команду клубу «Динамо» (З), в якій провів шість сезонів.
1954 року перейшов до клубу «Локомотива», за який відіграв 6 сезонів. Завершив професійну кар'єру футболіста 1960 року виступами за цей клуб.

## Кар'єра тренера
Розпочав тренерську кар'єру, повернувшись до футболу після невеликої перерви, 1969 року, очоливши тренерський штаб клубу «Візбаден». 1970 року став головним тренером команди «Ваккер» (Інсбрук), тренував інсбруцьку команду два роки.
Згодом протягом 1974—1976 років очолював тренерський штаб клубу «Загреб». 1976 року прийняв пропозицію попрацювати у клубі «Динамо» (Загреб). Залишив «динамівців» 1980 року.
Протягом 2 років, починаючи з 1980, був головним тренером команди «Штурм» (Грац). 1982 року був запрошений керівництвом клубу «Рапід» (Відень) очолити його команду, з якою пропрацював до 1985 року.
Протягом 1985—1986 років очолював тренерський штаб команди «Штутгарт». 1986 року знову став головним тренером команди «Рапід» (Відень), тренував віденську команду два роки.
Згодом протягом 1988—1989 років очолював тренерський штаб клубу «Штурм» (Грац). 1991 року прийняв пропозицію попрацювати у клубі «Ред Булл». Залишив команду із Зальцбурга 1995 року.
Протягом одного року, починаючи з 1996, був головним тренером команди «Динамо» (Загреб). 1997 року був запрошений керівництвом клубу «Фенербахче» очолити його команду, з якою пропрацював до 1999 року.
З 1999 і по 2001 рік очолював тренерський штаб збірної Австрії. 2002 року став головним тренером клубу «Ред Булл», який залишив через один рік.
Згодом протягом 2002—2004 років очолював тренерський штаб збірної Хорватії. Протягом тренерської кар'єри також очолював команди клубів ЛАСК (Лінц) та «Форвартс-Штайр».
Наразі останнім місцем тренерської роботи була збірна Албанії, головним тренером якої Барич був з 2006 по 2007 рік.

## Досягнення

### Як тренера
- Чемпіон Австрії:

«Ваккер» І: 1970–1971, 1971–1972
«Рапід» В: 1982–1983, 1986–1987, 1987–1988
«Аустрія» З: 1993–1994, 1994–1995
- Володар Кубка Австрії:

«Рапід» В: 1982—1983, 1983—1984, 1984–1985, 1986—1987
- Володар Суперкубка Австрії:

«Рапід» В: 1986, 1987, 1988
«Аустрія» З: 1994, 1995
- Чемпіон Хорватії:

«Динамо» З: 1996–1997
- Володар Кубка Хорватії:

«Динамо» З: 1996–1997